# Angelina Melnikova
Pour les articles homonymes, voir Melnikova.
Angelina Melnikova (en russe : Ангелина Мельникова) est une gymnaste artistique russe, née le 18 juillet 2000 à Voronej. Elle a remporté des médailles au niveau continental, mondial et olympique.

## Biographie
Angelina Romanovna Melnikova (en russe : Ангелина Романовна Мельникова) est née le 18 juillet 2000 à Voronej. 
En 2016, elle participe aux Jeux olympiques de Rio, où elle remporte une médaille d'argent au concours général par équipes. Elle a également remporté deux médailles d'argent par équipe aux championnats du monde de 2018 et 2019 et une médaille de bronze au concours général individuel en 2019. Au niveau continental, elle a obtenu douze médailles dont quatre titres aux Championnats d'Europe.
En 2021, elle participe aux Jeux olympiques de Tokyo, où elle remporte la médaille d'or par équipe.
Elle remporte également la médaille de bronze au concours général individuel.
Elle termine 8e aux barres asymétriques après une chute et termine 5e au saut de cheval.
Elle remporte la médaille de bronze à l'épreuve du sol.
Cette même année, elle remporte aux Mondiaux la médaille d’or du concours général. Elle est la première championne du monde non américaine depuis Aliya Mustafina en 2010.

## Palmarès

### Jeux olympiques
- Rio 2016
  -  médaille d'argent au concours général par équipes

- Tokyo 2020 (2021)[1]
  -  médaille d'or au concours général par équipes
  -  médaille de bronze au concours général individuel
  -  médaille de bronze au sol
  - 5e au saut de cheval
  - 8e aux barres asymétriques

### Championnats du monde
- Doha 2018
  -  médaille d'argent au concours général par équipes
  - 4e au sol
  - 5e au concours général individuel

- Stuttgart 2019
  -  médaille d'argent au concours général par équipes
  -  médaille de bronze au concours général individuel
  -  médaille de bronze au sol

- Kitakyushu 2021
  -  médaille d’or au concours général individuel
  -  médaille d'argent au sol
  -  médaille de bronze au saut de cheval

### Championnats d'Europe
- Berne 2016

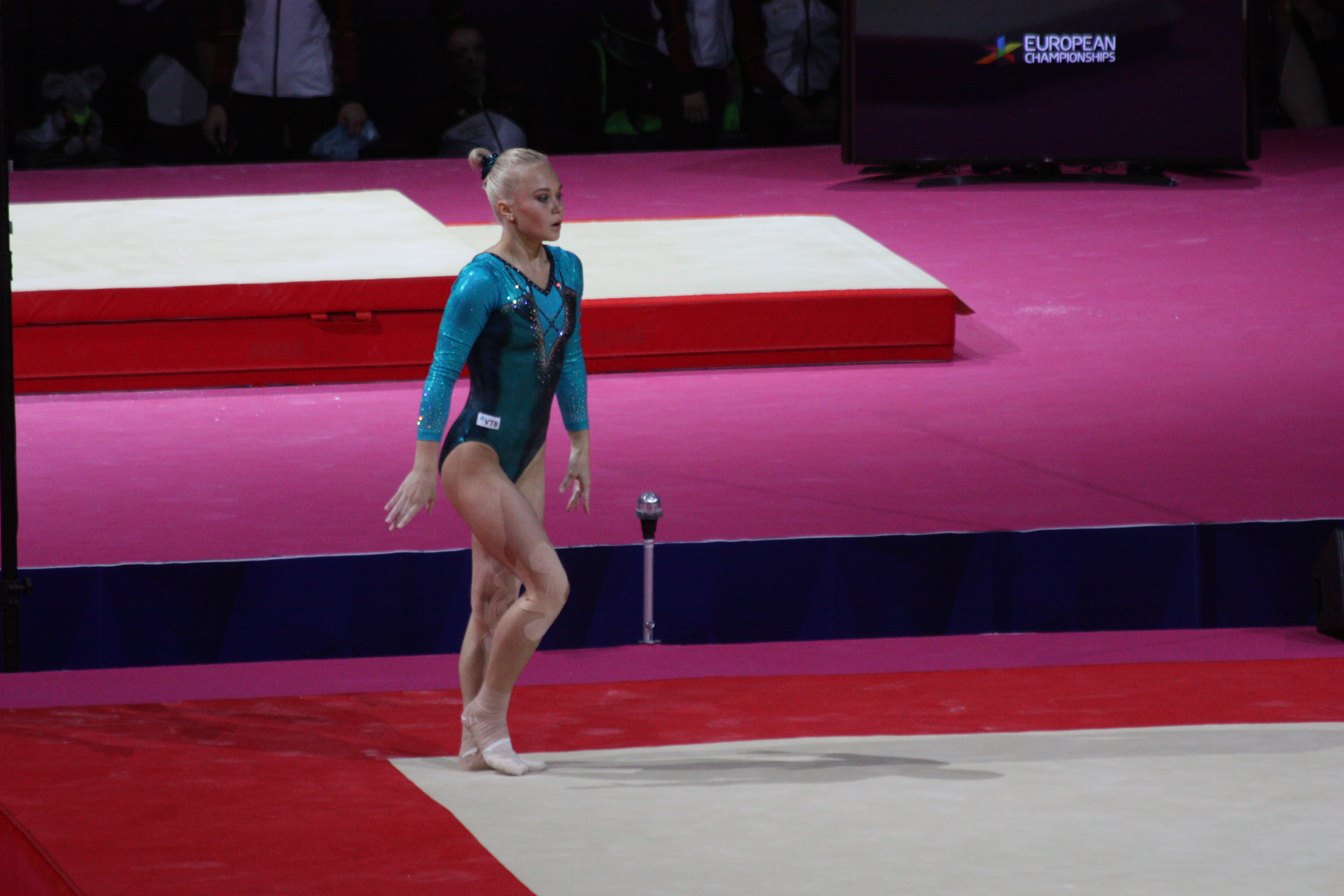
Angelina Melnikova lors des Championnats d'Europe de 2018.

  -  médaille d'or au concours général par équipes
  - 5e à la poutre

- Cluj-Napoca 2017
  -  médaille d'or au sol
  - 6e au saut de cheval

- Glasgow 2018
  -  médaille d'or au concours général par équipes
  -  médaille d'argent au saut de cheval
  -  médaille de bronze aux barres asymétriques
  - 6e au sol

- Szczecin 2019
  -  médaille d'argent aux barres asymétriques
  -  médaille de bronze au concours général individuel
  -  médaille de bronze au sol
  - 5e au saut de cheval

- Bâle 2021
  -  médaille d'or aux barres asymétriques
  -  médaille d'argent au concours général individuel
  -  médaille d'argent au sol
  -  médaille de bronze au saut

### Jeux européens
- Minsk 2019

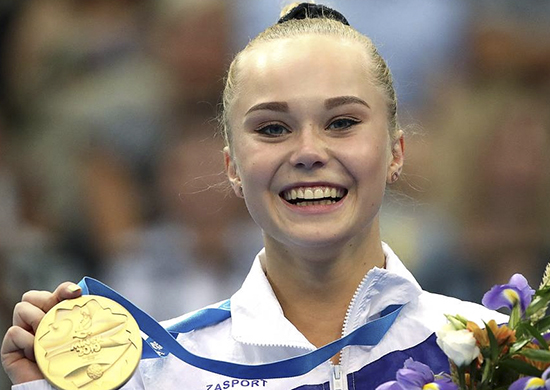
Angelina Melnikova lors des Jeux européens de 2019.

  -  médaille d'or au concours général individuel
  -  médaille d'or aux barres asymétriques
  -  médaille d'argent au saut de cheval
  -  médaille d'argent à la poutre